# Associazione Sportiva Verbania 1972-1973
Questa voce raccoglie le informazioni riguardanti l'Associazione Sportiva Verbania nelle competizioni ufficiali della stagione 1972-1973.

## Rosa
| N. |                   | Ruolo | Calciatore        |
| -- | ----------------- | ----- | ----------------- |
|    | Italia (bandiera) | A     | Adriano Abate     |
|    | Italia (bandiera) | A     | Gianfranco Abate  |
|    | Italia (bandiera) | D     | Attilio Andreoli  |
|    | Italia (bandiera) | C     | Osvaldo Bagnoli   |
|    | Italia (bandiera) | P     | Vittorio Barovero |
|    | Italia (bandiera) | C     | Sergio Bettega    |
|    | Italia (bandiera) | D     | Claudio Bonetti   |
|    | Italia (bandiera) | C     | Sergio Bosani     |
|    | Italia (bandiera) |       | Bresciani         |
|    | Italia (bandiera) | A     | Gennaro Cavallino |
|    | Italia (bandiera) | D     | Fabio Crugnola    |
|    | Italia (bandiera) | P     | Achille Fellini   |
|    | Italia (bandiera) |       | Ferrante          |

| N. |                   | Ruolo | Calciatore         |
| -- | ----------------- | ----- | ------------------ |
|    | Italia (bandiera) | D     | Rinaldo Galimberti |
|    | Italia (bandiera) | C     | Angelo Marforio    |
|    | Italia (bandiera) | C     | Renzo Nedalini     |
|    | Italia (bandiera) | A     | Edoardo Pacchioni  |
|    | Italia (bandiera) |       | Panizzolo          |
|    | Italia (bandiera) | C     | Adelmo Paris       |
|    | Italia (bandiera) | A     | Antonio Pellegrino |
|    | Italia (bandiera) | D     | Antonio Perego     |
|    | Italia (bandiera) |       | Reali              |
|    | Italia (bandiera) |       | Rizzutto           |
|    | Italia (bandiera) | A     | Adriano Tedoldi    |
|    | Italia (bandiera) | C     | Alberto Vergani    |